# Belogorka
Belogorka est un village de 2 217 habitants situé dans le raïon de Gatchina de l'oblast de Léningrad. Belogorka est arrosé par la rivière Oredej.
Belogorka fait partie de la commune urbaine de Siverski.

## Architecture
- Château de Belogorka
- Église début XXe siècle